# Be Happy (programma televisivo)
Be Happy è stato un programma televisivo di genere comico condotto da Marco Presta e Paola Minaccioni, andato in onda su Rai 3 dal 7 maggio all'8 giugno 2018 alle 20:30, dallo studio TV3 del Centro di produzione Rai di via Teulada.  

## Edizioni
| Anno | Edizione | Inizio        | Fine          |
| ---- | -------- | ------------- | ------------- |
| 2018 | 1        | 7 maggio 2018 | 8 giugno 2018 |